# Episodi di SOKO Wismar (sedicesima stagione)
La sedicesima stagione della serie televisiva SOKO Wismar è stata trasmessa in anteprima in Germania dalla ZDF tra il 26 settembre 2018 e il 3 aprile 2019.
| nº | Titolo originale              | Titolo italiano | Prima TV Germania | Prima TV Italia |
| -- | ----------------------------- | --------------- | ----------------- | --------------- |
| 1  | Der schöne Finn               | inedito         | 26 settembre 2018 | inedito         |
| 2  | Helenes Hochzeit              | inedito         | 3 ottobre 2018    | inedito         |
| 3  | Blindgänger                   | inedito         | 10 ottobre 2018   | inedito         |
| 4  | Tattoo-Tod                    | inedito         | 17 ottobre 2018   | inedito         |
| 5  | Leichenschmaus                | inedito         | 24 ottobre 2018   | inedito         |
| 6  | Tod eines Lebensretters       | inedito         | 31 ottobre 2018   | inedito         |
| 7  | Herr der Lüfte                | inedito         | 7 novembre 2018   | inedito         |
| 8  | Weggesperrt                   | inedito         | 14 novembre 2018  | inedito         |
| 9  | Der Bierflüsterer             | inedito         | 21 novembre 2018  | inedito         |
| 10 | Clara allein zu Haus          | inedito         | 28 novembre 2018  | inedito         |
| 11 | Hafen der Ehe                 | inedito         | 5 dicembre 2018   | inedito         |
| 12 | Tödliche Spiele               | inedito         | 12 dicembre 2018  | inedito         |
| 13 | Selbstjustiz                  | inedito         | 19 dicembre 2018  | inedito         |
| 14 | Tod eines Helden              | inedito         | 2 gennaio 2019    | inedito         |
| 15 | Zweiter Frühling              | inedito         | 9 gennaio 2019    | inedito         |
| 16 | Ich warte auf Dich            | inedito         | 16 gennaio 2019   | inedito         |
| 17 | Fango in Finkenhusen          | inedito         | 23 gennaio 2019   | inedito         |
| 18 | Freier Fall                   | inedito         | 30 gennaio 2019   | inedito         |
| 19 | Verliebt, verlobt, verstorben | inedito         | 6 febbraio 2019   | inedito         |
| 20 | Der Waldmensch                | inedito         | 13 febbraio 2019  | inedito         |
| 21 | Letzter Tango                 | inedito         | 20 febbraio 2019  | inedito         |
| 22 | Zu Tode erschreckt            | inedito         | 27 febbraio 2019  | inedito         |
| 23 | Mundraub                      | inedito         | 6 marzo 2019      | inedito         |
| 24 | Aus der Kurve                 | inedito         | 13 marzo 2019     | inedito         |
| 25 | Mord nach Noten               | inedito         | 20 marzo 2019     | inedito         |
| 26 | Schuldbekenntnis              | inedito         | 27 marzo 2019     | inedito         |
| 27 | Über die Planke               | inedito         | 3 aprile 2019     | inedito         |